# Света Петка (Канино)
Вижте пояснителната страница за други значения на Света Петка.
„Света Петка“ (на македонска литературна норма: „Света Петка“) е възрожденски манастир в битолското село Канино, Северна Македония. Част е от Преспанско-Пелагонийската епархия на Македонската православна църква – Охридска архиепископия. Манастирът е построен в 1860 година. Според надписа над входа малката манастирска църква е обновявана в 1930, 1991 и 2008 година.